# Plymouth Rock
A Plymouth Rock é uma raça da galinha que originária dos Estados Unidos. A Plymouth Rock é uma ave de duplo propósito, resistente ao frio, sendo assim ideal para o pequeno proprietário de exploração avícola ou para o criador de quintal.

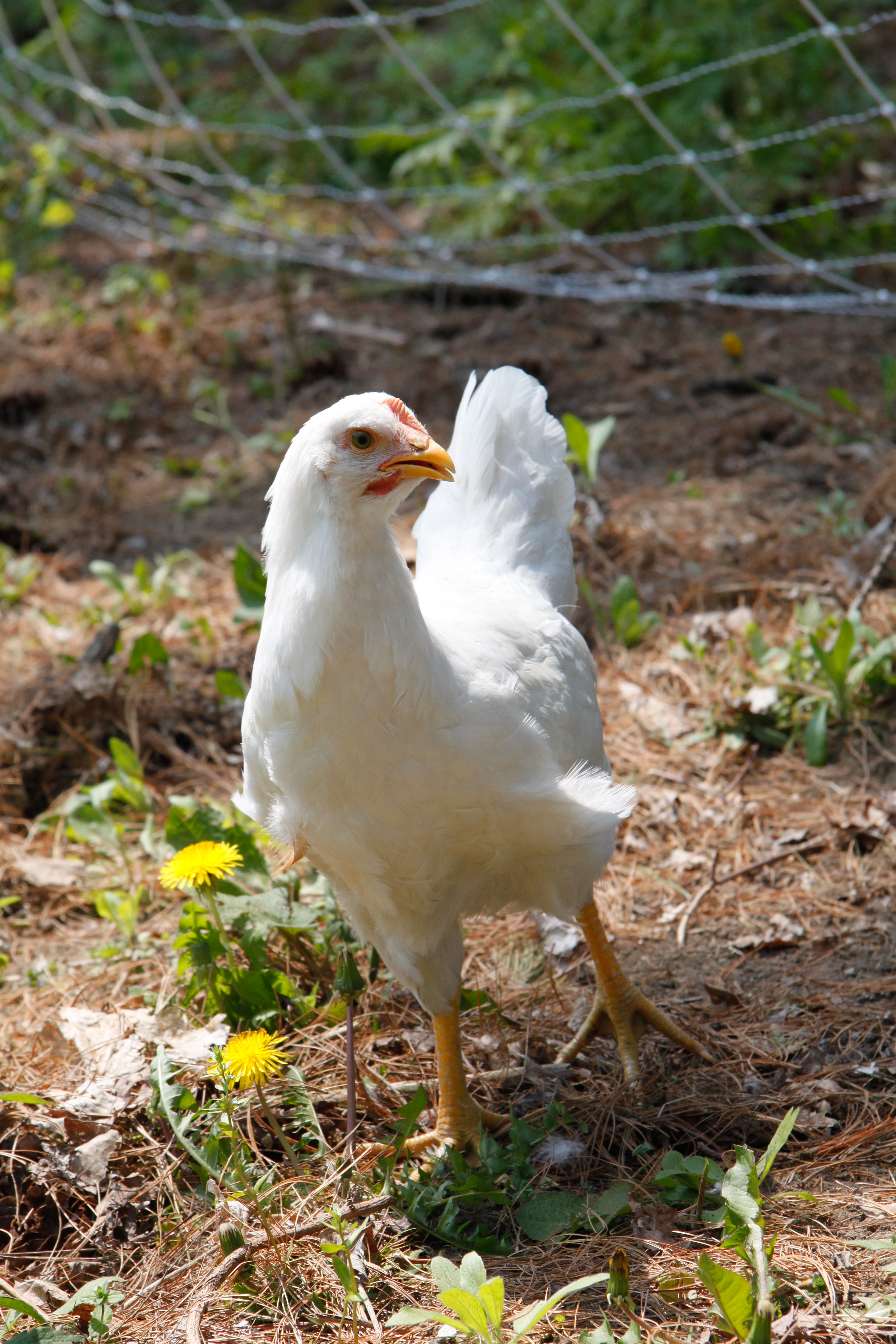
Frango Plymouth Rock Branco

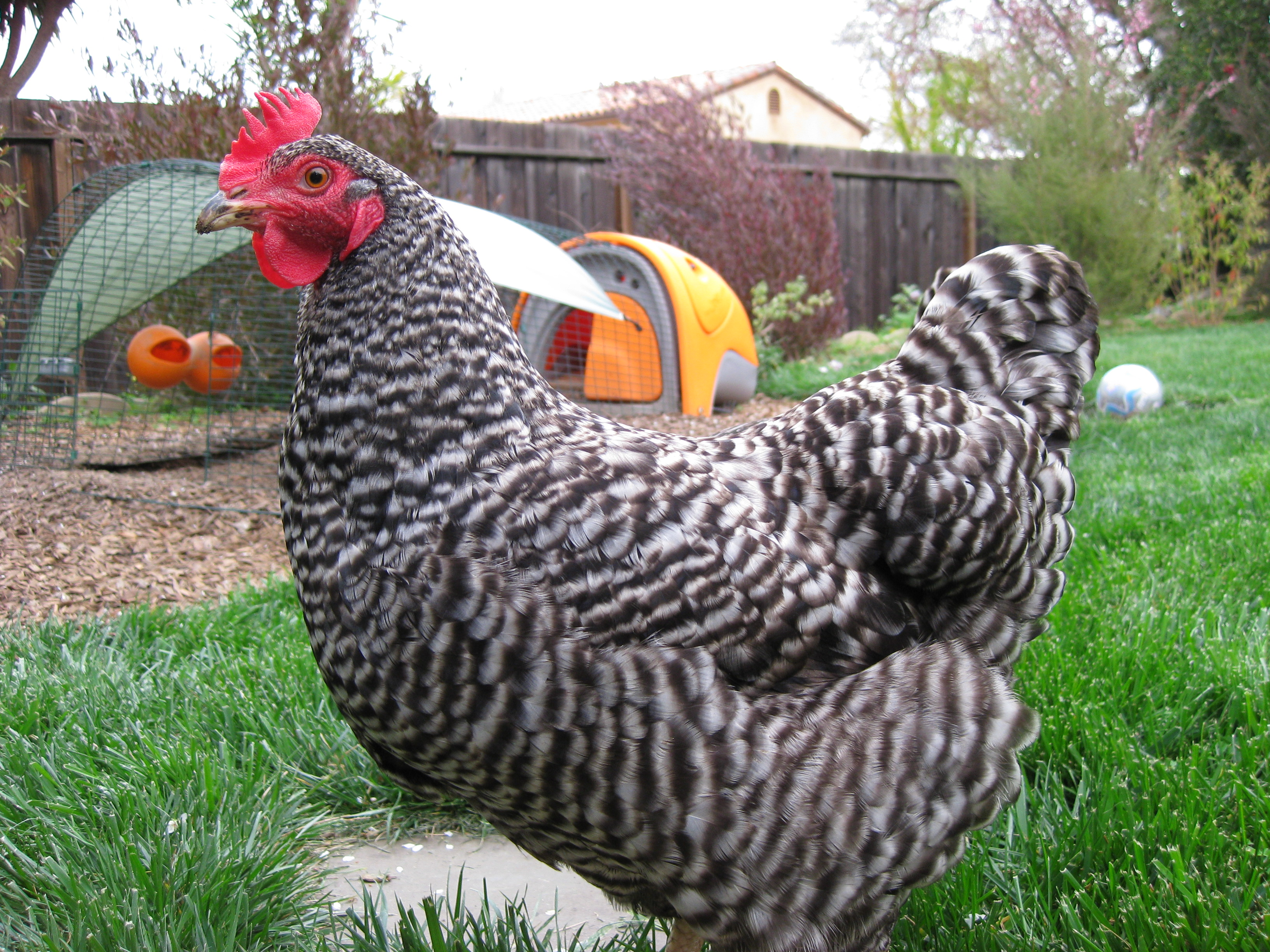
Galinha Plymouth Rock Barrada

## Origem
A Plymouth Rock foi desenvolvida em Nova Inglaterra em meados do século XIX e exibida primeiramente como uma raça em 1869. Diversos indivíduos reivindicaram a sua criação, cruzando as raças Dominique, Java Negra, Cochim, e talvez Malaia e Dorkings. (John C. Bennett (1804-1867).)

## Variedades
As variedades de Plymouth Rock apresentam diferenças na coloração e padrão das penas. 
- Barrada
- Branca
- Dourada (Buff)
- Perdiz
- Pincelada
- Azul
- Columbian
- Preta
- Lavanda